# Chui
Chui war im 3. Jahrtausend v. Chr. ein altägyptischer Kleinkönig der 8. Dynastie (Erste Zwischenzeit).

## Herrschaft
Ihm ist vielleicht eine Pyramide bei Dara zuzuordnen. Sein Name erscheint nur auf einem in der Nähe dieser Pyramide gefundenen Reliefbruchstück. Die Zuordnung der Pyramide an diesen Herrscher ist nicht zwingend. Des Weiteren ist nichts über ihn bekannt.

## Chui (Adliger)
Nicht zu verwechseln mit diesem Kleinkönig ist der hochrangige Adlige Chui mit Grab bei Sakkara, nach neueren Datierungen aus dem Alten Reich und damit möglicherweise älteste Mumie Ägyptens.